# تپه چیا مامالی
تپه چیا مامالی مربوط به مس و سنگ است و در شهرستان گیلانغرب، بخش مرکزی، دهستان گواور، ۱/۱ کیلومتری شمال غرب روستای متروکه سید نازه واقع شده و این اثر در تاریخ ۲۷ اسفند ۱۳۸۶ با شمارهٔ ثبت ۲۲۳۳۷ به‌عنوان یکی از آثار ملی ایران به ثبت رسیده است.